# Käsekeller (Hildesheim)
Der Käsekeller ist eine gut 80 m² große Kasematte unter dem Kehrwiederwall nahe dem Neuen Tor in Hildesheim.

## Lage und Zugang

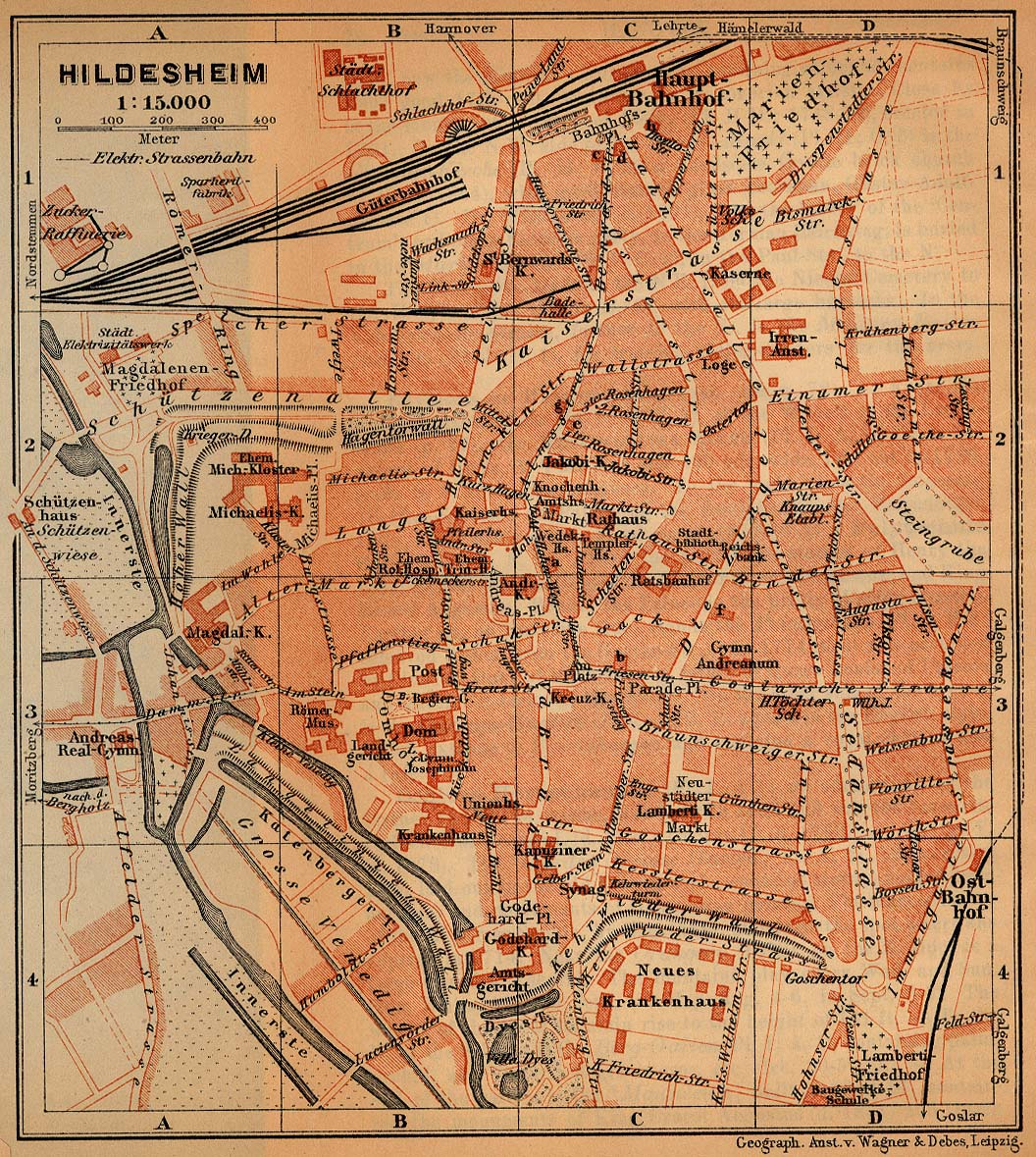
Stadtplan (1910)

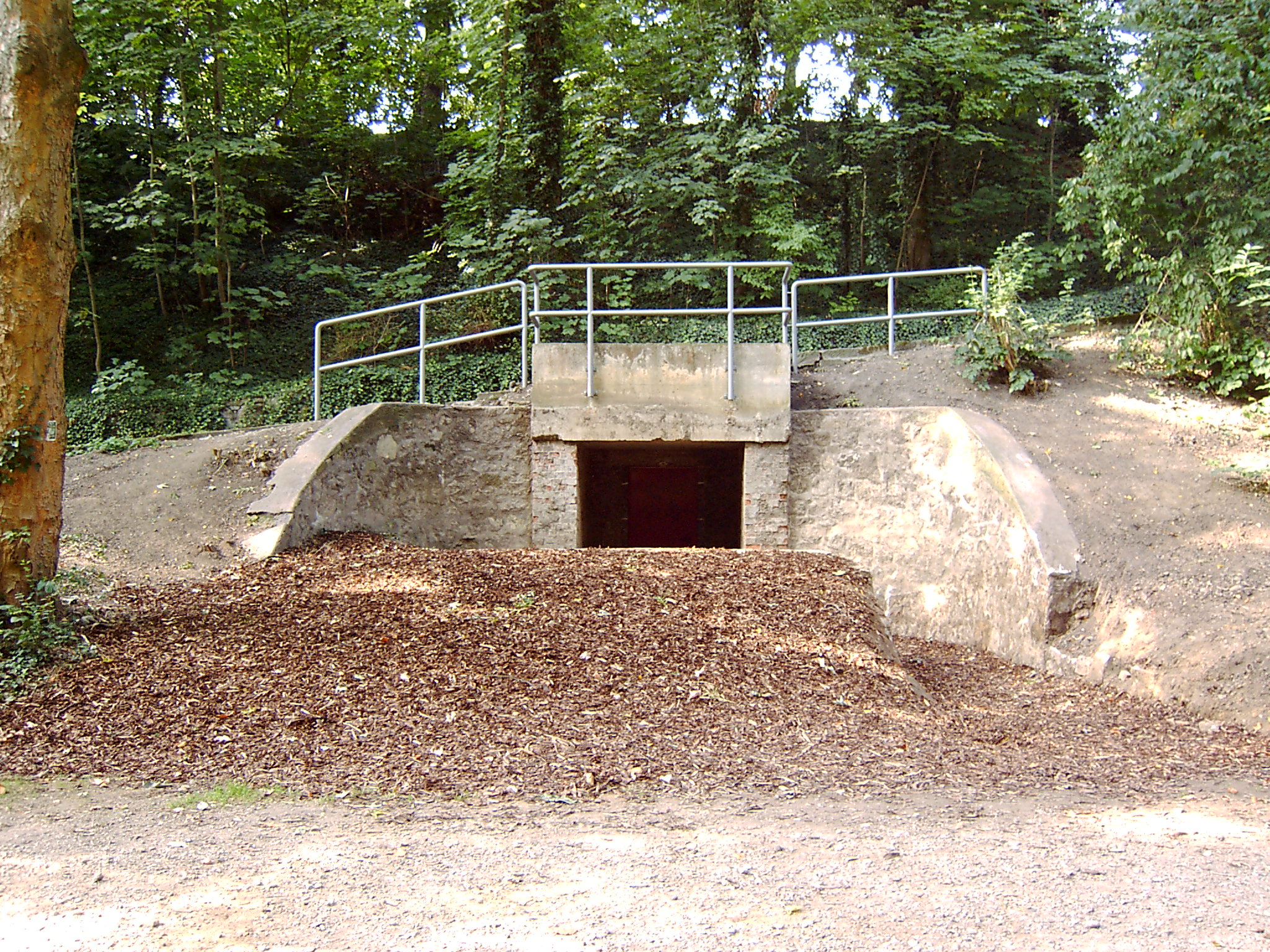
Eingang zum ehem. Luftschutzkeller im Kehrwiederwall, vom Neustädter Graben aus

Die Teile und abschnittsweisen Veränderungen der Hildesheimer Stadtbefestigungsanlage lassen sich mit überliefertem Kartenmaterial und alten Stadtansichten für den hier beschriebenen Bereich Neues Tor (Porta Nova) – Kehrwiederwall – Goschentor nachvollziehen.
- (1598) Simon Novellanus: Hildesheim – Ansicht von Nordwesten publ. in Braun-Hogenberg
- (1632) Johann Ludwig Gottfried: Ansicht von Hildesheim
- (1641) Matthaeus Merian d. Ä: Hildesheim aus der Vogelschau von Südwesten
- (1653) Caspar Merian: Hildesheim – Ansicht von Südosten
- (1740/50) Johann Georg Ringle: Gesamtansicht

Der ältere und größere Teil der Anlage, die insgesamt aus einem System von Verbindungsgängen und Tonnengewölben aus Sandsteinquadern besteht, entstand mit der Anlage des Kehrwiederwalls und des Dyesgrabens zwischen 1450 und 1461. Der Käsekeller besteht aus einem etwa 31 m langen, drei Meter breiten und bis zu vier Meter hohen Gang, der in Nord-Süd-Richtung verläuft und Lappenberg und Dyesgraben miteinander verbindet.
Es bestehen noch zwei Zugänge: Der erste befindet sich etwa 50 Meter östlich des Neuen Tores unterhalb eines Aufgangs, der aus dem Graben auf den Wall führt, der zweite liegt im Hinterhof des Hauses Lappenberg 9 nahe dem Kehrwiederturm. In seinem Stadtgrundriss bezeichnet Matthäus Merian diesen Gang als Langes Gewölbe. Die Funktion mehrerer Nischen an den Seiten dieses Ganges ist bisher ungeklärt.
Nicht belegt ist die Vermutung, dass von hier mehr als 300 Reiter die Südgrenze der Stadt verteidigen konnten. Auch für eine Nutzung als geheimer Weg für Mönche des Godehardiklosters aus dem Kloster in die Stadt oder als Verbindung zum Godehardigefängnis gibt es keine Belege.
Von diesem älteren Hauptgang zweigen westlich ein kleiner Nebenraum bisher unbekannten Zwecks sowie ein erst 1750/51 – also kurz vor der Niederlegung der Stadtbefestigung – gegrabener Seitenstollen von 16 m Länge, fünf Meter Breite und 4,5 m Höhe ab. Letzterer wurde als sicheres Pulvermagazin erbaut, um den bisherigen Pulverturm am Brühlstor zu ersetzen, dessen weitere Nutzung zu gefährlich erschien. Ein verschlossener Raum mit einem weiteren Zugang wurde 2013 entdeckt. Das Barockportal, das der südliche Eingang bei dieser Gelegenheit erhielt, ist nicht erhalten. Die Umbaukosten betrugen 778 Reichstaler und 30 Groschen.

## Nachnutzung
Nach der Entfestigung der Stadt wurden die konstant 13 °C kühlen Stollen bis ins 20. Jahrhundert von verschiedenen Geschäften als Lagerräume genutzt, zunächst von einer Brauerei, dann von einer Kolonialwarenhandlung und zuletzt von einer Molkereiwaren- und Käsehandlung. Von letzterer stammt die heutige Bezeichnung als „Käsekeller“.
Im Zweiten Weltkrieg wurden die bis heute noch von einer etwa fünf Meter mächtigen Erdschicht bedeckten Räume als Luftschutzbunker genutzt. Davon zeugen noch Reste von Stromleitungen und ein zeitgenössischer Kinderwagen sowie zwei Fahrräder, die bei den Aufräumarbeiten im Jahr 2008 dort belassen wurden.
Nach Kriegsende wurde der wallseitige Zugang zugemauert und vollständig zugeschüttet und erst im Mai 2008 wieder freigelegt. Über den anderen Eingang dagegen war die Anlage zugänglich und diente über mehrere Jahrzehnte regelmäßig als schalldichter Veranstaltungsort für ungenehmigte private Partys und zuletzt als privates Holzlager.